# Вагнер, Бертиль Бертильевич
Берти́ль Берти́льевич Ва́гнер (12 января 1941, Москва — 17 сентября 2022) — советский и российский геолог, писатель, краевед, педагог. Кандидат геолого-минералогических наук, доцент кафедры физической географии и геоэкологии Географического факультета МГПУ, член отделения краеведения Русского географического общества. Член Союза писателей России.

## Биография
Окончил (МИТХТ) им. Ломоносова, повышение квалификации в МГОУ (2007 г.). Специальность по диплому: «инженер-технолог».
Участник нескольких экспедиций по Кавказу, Уралу, Крайнему Северу и Дальнему Востоку. Автор нескольких учебных пособий, монографий и путеводителей.
Лауреат Премии им. М. М. Пришвина 2006 года за книгу «Реки и озёра Подмосковья».
Автор ряда статьей в Горной энциклопедии.
В 1990—2000-е годы преподавал в школе географию и геологию. Лауреат премии «Учитель года» (2000).
Был одним из ведущих преподавателей географического факультета МГПУ.

## Основные публикации
- Игровые тесты на уроках географии — М.: Флинта, 1997. — ISBN 5-89349-019-2 (ошибоч.).
- География мира и России. Задачи, тесты, познавательные игры. — M.: Флинта; Наука, 1998. — ISBN 5-89349-043-6, ISBN 5-89349-019-2 (ошибоч.).
- Вагнер Б. Б, Вагнер В. Б. Знаешь ли ты карту? Занимательная геогнозия. — М.: Флинта; Наука, 1998. — ISBN 5-89349-075-4, ISBN 5-02-012512-7 (ошибоч.).
- Идущие к горизонту: В 2-х кн. — М.: Флинта; Наука, 1999. — ISBN 5-89349-217-X, ISBN 5-02-002464-3, ISBN 5-89349-073-8, ISBN 5-02-002513-5.
- 100 великих чудес природы. — М.: Вече, 2000. — 496 с. — ISBN 5-7838-0762-1.
- Игровые задания и тесты на уроках Москвоведения. — М.: Московский лицей, 2001. — ISBN 5-7611-0298-6.
- По океанам и континентам. — М.: Московский Лицей, 2001. — ISBN 5-7611-0304-4.
- От южных гор до северных морей. — М.: Московский лицей, 2002. — ISBN 5-7611-0305-2.
- Семь рек России. — М.: Московский Лицей, 2003. — ISBN 5-7611-0365-6.
- Семь озёр России. — М.: Московский Лицей, 2003. — ISBN 5-7611-0364-8.
- Озера Подмосковного края. Справочник краеведа, рыбака и туриста. — М.: Московский лицей, 2003. — ISBN 5-7611-0395-8.
- Реки Подмосковного края. Справочник краеведа, рыбака и туриста. — М.: Московский лицей, 2003. — ISBN 5-7611-0394-X.
- Вагнер Б. Б., Захарова Н. Ю. Животные Подмосковного края. — М.: Московский лицей, 2003. — ISBN 5-7611-0349-4.
- Вагнер Б. Б., Манучарянц Б. О. Геология, рельеф и полезные искомпаемые Московского региона. — М.: МГПУ, 2003.
- Вагнер Б. Б., Клевкова И. В. Реки Московского региона. — М.: МГПУ, 2003.
- Первооткрыватели планеты. — М.: Московский Лицей, 2004. — ISBN 5-7611-0286-2.
- Семь островов и архипелагов России. — М.: Московский Лицей, 2004. — ISBN 5-7611-0365-6.
- 100 великих чудес природы в иллюстрациях. — М.: Вече, 2005. — 112 с. — ISBN 5-9533-0545-1.
- Вагнер Б. Б., Моргунова Ю. А. География Московского региона в тестах и игровых заданиях. — М.: МГПУ, 2005.
- Вагнер Б. Б., Дмитриева В. Т. Озера и водохранилища Московского региона. Учебное пособие по курсу «География и экология Московского региона». — М.: МГПУ, 2006. — 76 с.
- Реки и озёра Подмосковья. — М.: Вече, 2006. — 480 с. — (Исторический путеводитель). — ISBN 5-9533-1028-5.
- Энциклопедия заповедных мест мира, — М.: Вече, 2006. — ISBN 5-9533-1203-2.
- Энциклопедия заповедных мест России и ближнего зарубежья. — М.: Вече, 2006. — ISBN 5-9533-1204-0.
- Золотое кольцо Подмосковья. — М.: Вече, 2007. — 240 с. — 5000 экз. — ISBN 5-9533-1659-3.
- Монастырские ансамбли Московии. — М.: Вече, 2008. — 5000 экз. — ISBN 5-9533-2043-6 (ошибоч.).
- Имена земли Московской. — М.: Lennex Corp, 2012. — 570 с., тираж не указан. — ISBN 978-5-458-71641-3.
- Географические названия Подмосковья. — М.: Издательство Игоря Балабанова, 2013. — 648 с. — 500 экз. — ISBN 978-5-91563-117-4.
- Карта рассказывает: Природа и история, имена и судьбы в географических в географических названиях Подмосковья. — М.: Книга по требованию, 2014. — 764 с. — ISBN 978-5-519-02633-8.
- Вагнер Б. Б., Воронова Т. С. География средневековых слобод Москвы и их след в московской топонимии // Вестник Московского городского педагогического университета. — Серия: Естественные науки. — 2019. — № 2. — С. 65—75.